# Tongibari
Tongibari è un sottodistretto (upazila) del Bangladesh situato nel distretto di Munshiganj, divisione di Dacca. Si estende su una superficie di 149,96 km² e conta una popolazione di 176.881 abitanti (dato censimento 1991).